# Найдо Шиков
Найдо Динев Шиков е български революционер, деец на Вътрешната македоно-одринска революционна организация.

## Биография
Найдо Шиков е роден през месец май 1880 година в Горничево, тогава в Османската империя, днес в Гърция. Получава основно образование и се занимава със земеделие. Присъединява се към ВМОРО през 1900 година като десетар и селски войвода. През 1906 година е арестуван и осъден на смърт, но е амнистиран през Младотурската революция от юли 1908 година